# Meridià 100 a l'oest
El meridià 100 a l'oest de Greenwich és una línia de longitud que s'estén des del pol Nord travessant l'oceà Àrtic, Amèrica del Nord, el Golf de Mèxic, l'oceà Pacífic, l'oceà Antàrtic, i l'Antàrtida fins al pol Sud.
El meridià 100 a l'oest forma un cercle màxim amb el meridià 80 a l'est. Com tots els altres meridians, la seva longitud correspon a una semicircumferència terrestre, uns 20.003,932 km. Al nivell de l'Equador, és a una distància del meridià de Greenwich d'11.132 km.

## De pol a pol
Començant en el pol Nord i dirigint-se cap al pol Sud, aquest meridià travessa:
| Coordenades                               | País, territori o mar | Notes |
| ----------------------------------------- | --------------------- | --- |
| 90° 0′ N, 100° 0′ O / 90.000°N,100.000°O  | Oceà Àrtic            | |
| 80° 6′ N, 100° 0′ O / 80.100°N,100.000°O  | Canadà                | Nunavut - illa de Meighen |
| 79° 52′ N, 100° 0′ O / 79.867°N,100.000°O | Canal de Peary        | |
| 78° 44′ N, 100° 0′ O / 78.733°N,100.000°O | Canadà                | Nunavut - illa d'Ellef Ringnes |
| 77° 48′ N, 100° 0′ O / 77.800°N,100.000°O | Cos d'aigua sense nom | |
| 76° 45′ N, 100° 0′ O / 76.750°N,100.000°O | Canadà                | Nunavut - Illes Berkeley i illa Bathurst |
| 74° 59′ N, 100° 0′ O / 74.983°N,100.000°O | Canal de Parry        | |
| 73° 57′ N, 100° 0′ O / 73.950°N,100.000°O | Canadà                | Nunavut - illa del Príncep de Gal·les (Canadà) |
| 71° 52′ N, 100° 0′ O / 71.867°N,100.000°O | Estret de M'Clintock  | |
| 70° 35′ N, 100° 0′ O / 70.583°N,100.000°O | Larsen Sound          | Passa a l'est de l'illa Gateshead, Nunavut, Canadà (a 70° 35′ N, 100° 9′ O / 70.583°N,100.150°O) |
| 69° 58′ N, 100° 0′ O / 69.967°N,100.000°O | Estret Victoria       | |
| 69° 3′ N, 100° 0′ O / 69.050°N,100.000°O  | Canadà                | Nunavut - Illes de la Reial Societat Geogràfica |
| 68° 57′ N, 100° 0′ O / 68.950°N,100.000°O | Golf de la Reina Maud | Passa a l'est de l'illa Hat, Nunavut, Canadà (a 68° 18′ N, 100° 2′ O / 68.300°N,100.033°O) |
| 67° 50′ N, 100° 0′ O / 67.833°N,100.000°O | Canadà                | Nunavut Manitoba - des de 60° 0′ N, 100° 0′ O / 60.000°N,100.000°O |
| 49° 0′ N, 100° 0′ O / 49.000°N,100.000°O  | Estats Units          | Dakota del Nord - des de 45° 56′ N, 100° 0′ O / 45.933°N,100.000°O Nebraska - des de 43° 0′ N, 100° 0′ O / 43.000°N,100.000°O Kansas - des de 40° 0′ N, 100° 0′ O / 40.000°N,100.000°O Oklahoma- des de 37° 0′ N, 100° 0′ O / 37.000°N,100.000°O Frontera Texas / Oklahoma - des de 36° 30′ N, 100° 0′ O / 36.500°N,100.000°O Texas - des de 34° 34′ N, 100° 0′ O / 34.567°N,100.000°O |
| 26° 3′ N, 100° 0′ O / 26.050°N,100.000°O  | Mèxic                 | Tamaulipas Nuevo León - 27° 37′ N, 100° 0′ O / 27.617°N,100.000°O Tamaulipas - des de 23° 24′ N, 100° 0′ O / 23.400°N,100.000°O estat de San Luis Potosí - des de 23° 10′ N, 100° 0′ O / 23.167°N,100.000°O Tamaulipas - des de 22° 54′ N, 100° 0′ O / 22.900°N,100.000°O San Luis Potosí - des de 22° 50′ N, 100° 0′ O / 22.833°N,100.000°O estat de Guanajuato - des de 21° 30′ N, 100° 0′ O / 21.500°N,100.000°O estat de Querétaro - des de 21° 12′ N, 100° 0′ O / 21.200°N,100.000°O Estat de Mèxic - des de 20° 6′ N, 100° 0′ O / 20.100°N,100.000°O estat de Guerrero - des de 18° 35′ N, 100° 0′ O / 18.583°N,100.000°O |
| 16° 54′ N, 100° 0′ O / 16.900°N,100.000°O | Oceà Pacífic          | |
| 60° 0′ S, 100° 0′ O / 60.000°S,100.000°O  | Oceà Antàrtic         | |
| 71° 55′ S, 100° 0′ O / 71.917°S,100.000°O | Antàrtida             | Territori no reclamat |

## Estats Units

Part de la frontera entre Texas i Oklahoma és definida pel meridià 100 a l'oest.

Als Estats Units, el meridià 100 a l'oest de Greenwich forma la frontera oriental del Texas Panhandle amb Oklahoma (que remunta el seu origen al Tractat d'Adams-Onís en 1819) que va establir la frontera entre Nova Espanya i els Estats Units entre el riu Red i el riu Arkansas. Dodge City (Kansas) es troba exactament a la intersecció del riu Arkansas i el meridià 100.
A la part central de les Grans Planures el meridià marca aproximadament el límit occidental de l'abast normal de l'aire humit del golf de Mèxic, i el límit aproximat (encara que algunes zones fan el límit lleugerament més a l'est) entre el clima semiàrid a l'oest i els climes continental humit (aproximadament al nord del Paral·lel 37° nord) i subtropical humit (aproximadament al sud del Paral·lel 37° nord) a l'est. El tipus de agricultura a l'oest del meridià sol dependre del regadiu. Històricament, el meridià sovint s'ha pres com la frontera entre l'est i l'oest. L'assentament blanc, que s'estenia cap a l'oest després de la Guerra Civil Nord-americana, va establir la zona al voltant d'aquest meridià durant la dècada de 1870.
Una senyal a la U.S. Route 30 a Cozad (Nebraska), marca el lloc on el 100 meridià travessa les carreteres del Camí d'Oregon, Pony Express, ferrocarril transcontinental, i la Lincoln Highway.

## Cultura popular
Beyond the Hundredth Meridian (1954) de Wallace Stegner és una biografia de l'explorador de l'Oest americà John Wesley Powell.
La cançó "At the Hundredth Meridian" de The Tragically Hip és sobre el meridià 100 a l'oest, específicament al Canadà, i com s'ha considerat tradicionalment "on comencen les grans planes".